# Felix Passlack
Felix Passlack (Bottrop, 29 de mayo de 1998) es un futbolista alemán que juega de defensa en el VfL Bochum de la 2. Bundesliga de Alemania.

## Trayectoria
Debutó en el primer equipo del Dortmund, con 16 años, 7 meses y 12 días, el 13 de enero de 2015, en un partido amistoso internacional contra el F. C. Sion, utilizó el dorsal número 13 y disputó los 90 minutos a pesar de ser su primer partido como profesional, ganaron 1 a 0. Jugó otros 3 partidos amistosos para comenzar la segunda mitad de la temporada 2014-15 pero el técnico Jürgen Klopp no lo tuvo en cuenta.
Luego de lograr el subcampeonato con Alemania en el Europeo sub-17 y de anotar 7 goles en 4 partidos con la sub-19 del Dortmund, fue condecorado con la Medalla Fritz Walter de oro por la Federación Alemana de Fútbol, como mejor jugador sub-17 de la temporada.
El nuevo técnico, Thomas Tuchel, lo convocó para jugar un partido amistoso en una fecha FIFA, el 9 de septiembre se enfrentó a St. Pauli, fue titular con el dorsal número 30 y ganaron 2 a 1.
El 7 de octubre fue distinguido por The Guardian como uno de los mejores 50 futbolistas del mundo, de la categoría '98.
El 30 de agosto de 2017 extendió su contrato con el Borussia Dortmund y fue enviado a préstamo al TSG 1899 Hoffenheim por dos años. Sin embargo, la cesión terminó en julio de 2018 para ser prestado al Norwich City F. C. de la EFL Championship para toda la temporada 2018-19. Un año después acumuló una nueva cesión, marchándose por una temporada al Fortuna Sittard.
En abril de 2023 se anunció su fichaje por el VfL Bochum hasta 2025 una vez finalizara su contrato con el Borussia Dortmund a final de temporada.

## Selección nacional
Passlack ha sido internacional con la selección de Alemania en las categorías juveniles sub-16, sub-17, sub-18 y sub-19.
Fue parte del plantel que disputó el Campeonato de Europa Sub-17 de la UEFA 2015. Jugó 9 encuentros, todos como titular, y anotó 5 goles. Alemania perdió en la final con Francia, por 4 a 1 con un triplete de Odsonne Edouard. Felix fue incluido en el equipo ideal del Campeonato.
Alemania clasificó a la Copa Mundial de Fútbol Sub-17 de 2015 con sede en Chile. Passlack fue confirmado por el entrenador Christian Wück para ser parte del plantel alemán mundialista.
Debutó a nivel mundial el 18 de octubre de 2015 contra Australia, utilizó el dorsal número 2 pero jugó como delantero, fue titular y capitán, al minuto 14 anotó el primer gol del encuentro, Alemania impuso su nivel y ganaron 4 a 1. El segundo partido del grupo fue contra Argentina, nuevamente anotó un gol, esa vez de penal, triunfaron por 4 tantos a 0 y clasificaron a octavos de final. Para terminar la fase de grupos, se enfrentaron a México con algunos suplentes, Felix jugó los 90 minutos pero perdieron 2 a 1.
En octavos de final, su rival fue Croacia, pero terminó el sueño del título ya que perdieron 2 a 0 y quedaron eliminados.
Volvió a tener actividad con la selección el 24 de marzo de 2016, jugó con la sub-18 alemana un amistoso contra su similar francés, fue titular y empataron 0 a 0. El 28 de marzo, jugaron la revancha, esta vez ingresó al minuto 60 y ganaron 4 a 1.

### Detalles de partidos
| Con Alemania sub-16 | Con Alemania sub-16 | Con Alemania sub-16 | Con Alemania sub-16   | Con Alemania sub-16     | Con Alemania sub-16 | Con Alemania sub-16 | Con Alemania sub-16 | Con Alemania sub-16 | Con Alemania sub-16 |
| N.º                 | Rival               | Resultado           | Fecha                 | Lugar                   | Competencia         | Goles               | Asistencias         | Ref.                |                     |
| ------------------- | ------------------- | ------------------- | --------------------- | ----------------------- | ------------------- | ------------------- | ------------------- | ------------------- | ------------------- |
| 1                   | Portugal            | 2:4 (1:0)           | 26 de febrero de 2014 | Villa Real Portugal     | Amistoso            | -                   | -                   | 1                   |                     |
| 2                   | Países Bajos        | 2:0 (2:0)           | 27 de febrero de 2014 | Villa Real Portugal     | Amistoso            | -                   | -                   | 2                   |                     |
| 3                   | Noruega             | 2:0 (1:0)           | 1 de marzo de 2014    | Villa Real Portugal     | Amistoso            | -                   | -                   | 3                   |                     |
| 4                   | República Checa     | 5:1 (3:0)           | 25 de marzo de 2014   | Taucha · Alemania       | Amistoso            | -                   | -                   | 4                   |                     |
| 5                   | República Checa     | 3:2 (1:1)           | 27 de marzo de 2014   | Markranstädt · Alemania | Amistoso            | -                   | -                   | 5                   |                     |
| 6                   | Francia             | 4:1 (3:1)           | 4 de junio de 2014    | Hyères Francia          | Amistoso            | -                   | -                   | 6                   |                     |

| Con Alemania sub-17 | Con Alemania sub-17 | Con Alemania sub-17 | Con Alemania sub-17      | Con Alemania sub-17   | Con Alemania sub-17                       | Con Alemania sub-17 | Con Alemania sub-17     | Con Alemania sub-17 | Con Alemania sub-17 |
| N.º                 | Rival               | Resultado           | Fecha                    | Lugar                 | Competencia                               | Goles               | Asistencias             | Ref.                |                     |
| ------------------- | ------------------- | ------------------- | ------------------------ | --------------------- | ----------------------------------------- | ------------------- | ----------------------- | ------------------- | ------------------- |
| 1                   | Países Bajos        | 3:3 (2:2)           | 10 de septiembre de 2014 | Ingolstadt · Alemania | Amistoso                                  | -                   | -                       | 1                   |                     |
| 2                   | Israel              | 4:0 (1:0)           | 14 de septiembre de 2014 | Rain · Alemania       | Amistoso                                  | -                   | -                       | 2                   |                     |
| 3                   | España              | 0:1 (0:0)           | 7 de octubre de 2014     | Nerja · España        | Amistoso                                  | -                   | -                       | 3                   |                     |
| 4                   | España              | 0:2 (0:0)           | 9 de octubre de 2014     | Ronda · España        | Amistoso                                  | -                   | -                       | 4                   |                     |
| 5                   | Portugal            | 1:0 (1:0)           | 13 de febrero de 2015    | Loulé Portugal        | Amistoso Copa Algarve 2015                | -                   | -                       | 5                   |                     |
| 6                   | Países Bajos        | 1:0 (1:0)           | 15 de febrero de 2015    | Lagos Portugal        | Amistoso Copa Algarve 2015                | -                   | -                       | 6                   |                     |
| 7                   | Inglaterra          | 2:0 (2:0)           | 17 de febrero de 2015    | Loulé Portugal        | Amistoso Copa Algarve 2015                | -                   | -                       | 7                   |                     |
| 8                   | Eslovaquia          | 3:0 (0:0)           | 21 de marzo de 2015      | Wetzlar · Alemania    | Ronda Élite Europeo Sub-17 2015           | 51' (pen.)          | 46', 72' a J. Eggestein | 8                   |                     |
| 9                   | Ucrania             | 3:0 (1:0)           | 23 de marzo de 2015      | Marburgo · Alemania   | Ronda Élite Europeo Sub-17 2015           | 12'                 | 74' a N. Schmidt        | 9                   |                     |
| 10                  | Italia              | 2:2 (1:2)           | 26 de marzo de 2015      | Wetzlar · Alemania    | Ronda Élite Europeo Sub-17 2015           | -                   | -                       | 10                  |                     |
| 11                  | Bélgica             | 2:0 (0:0)           | 6 de mayo de 2015        | Burgas Bulgaria       | Fase de grupos Europeo Sub-17 2015        | 43'                 | 46' a N. Schmidt        | 11                  |                     |
| 12                  | Eslovenia           | 1:0 (1:0)           | 9 de mayo de 2015        | Burgas Bulgaria       | Fase de grupos Europeo Sub-17 2015        | -                   | -                       | 12                  |                     |
| 13                  | República Checa     | 4:0 (3:0)           | 12 de mayo de 2015       | Stara Zagora Bulgaria | Fase de grupos Europeo Sub-17 2015        | 10', 40+2'          | -                       | 13                  |                     |
| 14                  | España              | 0:0 (4:2 pen.)      | 15 de mayo de 2015       | Stara Zagora Bulgaria | Cuartos de final Europeo Sub-17 2015      | -                   | -                       | 14                  |                     |
| 15                  | Rusia               | 1:0 (0:0)           | 19 de mayo de 2015       | Stara Zagora Bulgaria | Semifinal Europeo Sub-17 2015             | -                   | -                       | 15                  |                     |
| 16                  | Francia             | 1:4 (0:1)           | 22 de mayo de 2015       | Burgas Bulgaria       | Final Europeo Sub-17 2015                 | -                   | -                       | 16                  |                     |
| 17                  | Australia           | 4:1 (3:0)           | 18 de octubre de 2015    | Chillán · Chile       | Fase de grupos Copa Mundial Sub-17 2015   | 14'                 | -                       | 17                  |                     |
| 18                  | Argentina           | 4:0 (3:0)           | 22 de octubre de 2015    | Chillán · Chile       | Fase de grupos Copa Mundial Sub-17 2015   | 45+2' (pen.)        | 32' a J. Eggestein      | 18                  |                     |
| 19                  | México              | 1:2 (0:0)           | 25 de octubre de 2015    | Talca · Chile         | Fase de grupos Copa Mundial Sub-17 2015   | -                   | -                       | 19                  |                     |
| 20                  | Croacia             | 0:2 (0:1)           | 29 de octubre de 2015    | Concepción · Chile    | Octavos de final Copa Mundial Sub-17 2015 | -                   | -                       | 20                  |                     |

| Con Alemania sub-18 | Con Alemania sub-18 | Con Alemania sub-18 | Con Alemania sub-18 | Con Alemania sub-18 | Con Alemania sub-18 | Con Alemania sub-18 | Con Alemania sub-18 | Con Alemania sub-18 | Con Alemania sub-18 |
| N.º                 | Rival               | Resultado           | Fecha               | Lugar               | Competencia         | Goles               | Asistencias         | Ref.                |                     |
| ------------------- | ------------------- | ------------------- | ------------------- | ------------------- | ------------------- | ------------------- | ------------------- | ------------------- | ------------------- |
| 1                   | Francia             | 0:0                 | 24 de marzo de 2016 | Konz · Alemania     | Amistoso            | -                   | -                   | 1                   |                     |
| 2                   | Francia             | 4:1 (1:0)           | 28 de marzo de 2016 | Salmtal · Alemania  | Amistoso            | -                   | -                   | 2                   |                     |

### Participaciones en categorías inferiores
| Competición                                                     | Sede     | Resultado        | Partidos | Goles | Asistencias |
| --------------------------------------------------------------- | -------- | ---------------- | -------- | ----- | ----------- |
| Ronda Élite para el Campeonato de Europa Sub-17 de la UEFA 2015 | Alemania | Clasificó        | 3        | 2     | 1           |
| Campeonato de Europa Sub-17 de la UEFA 2015                     | Bulgaria | Subcampeón       | 6        | 3     | 1           |
| Copa Mundial Sub-17 de 2015                                     | Chile    | Octavos de final | 4        | 2     | 1           |

## Estadísticas

### Clubes
Actualizado al 17 de mayo de 2025.
| Club                              | Div.          | Temporada     | Liga  | Liga  | Copas nacionales | Copas nacionales | Torneos internacionales | Torneos internacionales | Total | Total |
| Club                              | Div.          | Temporada     | Part. | Goles | Part.            | Goles            | Part.                   | Goles                   | Part. | Goles |
| --------------------------------- | ------------- | ------------- | ----- | ----- | ---------------- | ---------------- | ----------------------- | ----------------------- | ----- | ----- |
| Borussia Dortmund · Alemania      | 1.ª           | 2015-16       | 3     | 0     | 0                | 0                | 0                       | 0                       | 3     | 0     |
| Borussia Dortmund · Alemania      | 1.ª           | 2016-17       | 10    | 0     | 3                | 0                | 2                       | 1                       | 15    | 1     |
| Borussia Dortmund · Alemania      | 1.ª           | 2017-18       | 1     | 0     | 2                | 0                | 0                       | 0                       | 3     | 0     |
| TSG 1899 Hoffenheim II · Alemania | 4.ª           | 2017-18       | 12    | 2     | —                | —                | —                       | —                       | 12    | 2     |
| TSG 1899 Hoffenheim II · Alemania | Total club    | Total club    | 12    | 2     | 0                | 0                | 0                       | 0                       | 12    | 2     |
| TSG 1899 Hoffenheim · Alemania    | 1.ª           | 2017-18       | 2     | 0     | 0                | 0                | 2                       | 0                       | 4     | 0     |
| TSG 1899 Hoffenheim · Alemania    | Total club    | Total club    | 2     | 0     | 0                | 0                | 2                       | 0                       | 4     | 0     |
| Norwich City F. C. Inglaterra     | 2.ª           | 2018-19       | 1     | 0     | 5                | 0                | —                       | —                       | 6     | 0     |
| Norwich City F. C. Inglaterra     | Total club    | Total club    | 1     | 0     | 5                | 0                | 0                       | 0                       | 6     | 0     |
| Fortuna Sittard · Países Bajos    | 1.ª           | 2019-20       | 25    | 2     | 3                | 1                | —                       | —                       | 28    | 3     |
| Fortuna Sittard · Países Bajos    | Total club    | Total club    | 25    | 2     | 3                | 1                | 0                       | 0                       | 28    | 3     |
| Borussia Dortmund II · Alemania   | 4.ª           | 2020-21       | 2     | 1     | ―                | ―                | ―                       | ―                       | 2     | 1     |
| Borussia Dortmund · Alemania      | 1.ª           | 2020-21       | 7     | 1     | 2                | 0                | 5                       | 0                       | 14    | 1     |
| Borussia Dortmund · Alemania      | 1.ª           | 2021-22       | 10    | 1     | 3                | 0                | 2                       | 0                       | 15    | 1     |
| Borussia Dortmund II · Alemania   | 3.ª           | 2021-22       | 1     | 0     | ―                | ―                | ―                       | ―                       | 1     | 0     |
| Borussia Dortmund II · Alemania   | 3.ª           | 2022-23       | 1     | 0     | ―                | ―                | ―                       | ―                       | 1     | 0     |
| Borussia Dortmund II · Alemania   | Total club    | Total club    | 4     | 1     | 0                | 0                | 0                       | 0                       | 4     | 1     |
| Borussia Dortmund · Alemania      | 1.ª           | 2022-23       | 3     | 0     | 1                | 0                | 1                       | 0                       | 5     | 0     |
| Borussia Dortmund · Alemania      | Total club    | Total club    | 34    | 2     | 11               | 0                | 10                      | 1                       | 55    | 3     |
| VfL Bochum · Alemania             | 1.ª           | 2023-24       | 17    | 2     | 1                | 0                | ―                       | ―                       | 18    | 2     |
| VfL Bochum · Alemania             | 1.ª           | 2024-25       | 31    | 1     | 1                | 0                | ―                       | ―                       | 32    | 1     |
| VfL Bochum · Alemania             | Total club    | Total club    | 48    | 3     | 2                | 0                | 0                       | 0                       | 50    | 3     |
| Total carrera                     | Total carrera | Total carrera | 126   | 10    | 21               | 1                | 12                      | 1                       | 159   | 12    |

### Selecciones
Actualizado al 28 de marzo de 2016.
Último partido citado: Alemania 4 - 1 Francia
| Sub-16 · Alemania | 2013-14       | - | - | - | - | 6  | 0 | 6  | 0 |
| Sub-16 · Alemania | Total sel.    | - | - | - | - | 6  | 0 | 6  | 0 |
| Sub-17 · Alemania | 2014-15       | 9 | 5 | - | - | 7  | 0 | 16 | 5 |
| Sub-17 · Alemania | 2015-16       | - | - | 4 | 2 | 0  | 0 | 4  | 2 |
| Sub-17 · Alemania | Total sel.    | 9 | 5 | 4 | 2 | 7  | 0 | 20 | 7 |
| Sub-18 · Alemania | 2015-16       | - | - | - | - | 2  | 0 | 2  | 0 |
| Sub-18 · Alemania | Total sel.    | - | - | - | - | 2  | 0 | 2  | 0 |
| Sub-19 · Alemania | 2016-17       | 0 | 0 | - | - | 0  | 0 | 0  | 0 |
| Sub-19 · Alemania | Total sel.    | 0 | 0 | - | - | 0  | 0 | 0  | 0 |
| Total carrera | Total carrera | 9 | 5 | 4 | 2 | 15 | 0 | 28 | 7 |
| (1)Incluidos los datos del Campeonato de Europa Sub-17 de la UEFA (2015) (2)Incluidos los datos de la Copa Mundial Sub-17 (2015) |               |   |   |   |   |    |   |    |   |

## Palmarés

### Títulos nacionales
| Título           | Club              | País     | Año  |
| ---------------- | ----------------- | -------- | ---- |
| Copa de Alemania | Borussia Dortmund | Alemania | 2017 |
| Copa de Alemania | Borussia Dortmund | Alemania | 2021 |

### Distinciones individuales
| Distinción                                                                     | Año  |
| ------------------------------------------------------------------------------ | ---- |
| Equipo ideal del Campeonato de Europa Sub-17 de la UEFA                        | 2015 |
| Medalla Fritz Walter de Oro sub-17                                             | 2015 |
| Parte de los 50 mejores jugadores del mundo para The Guardian (categoría 1998) | 2015 |